# Colonelul Redl (film)
Colonelul Redl (titlul original: în germană Oberst Redl) este un film dramatic psihologic în coproducție ungară, vest-germană, austriacă și iugoslavă, regizat de István Szabó pe baza unui scenariu scris de el împreună cu Péter Dobai, a cărui premieră a avut loc în 1985.
Filmul prezintă destinul colonelului Alfred Redl, o persoană reală, fiul unei familii foarte modeste, devenit ofițer în armata austro-ungară și ajuns șeful serviciului de spionaj și contraspionaj în preajma Primului Război Mondial, care și-a sfârșit viața prin sinucidere. Creatorii se inspiră numai parțial din realitatea biografiei sale și menționează în generic: „Filmul nostru este inspirat din piesa A Patriot for Me (Pentru mine un patriot) de John Osborne și din evenimente istorice din secolul nostru [al XX-lea]. Toate faptele personajelor sunt produsul fanteziei.”
Filmul se înscrie într-o trilogie, a cărei primă parte este Mefisto (Premiul Oscar în 1982), iar a treia Hanussen (1988), toate având aceeași temă principală: destinul dramatic al omului care vrea să se realizeze, dar împrejurările social-politice îl determină să facă compromisuri, care, până la urmă, duc la distrugerea lui morală și chiar fizică.
Având ca actori principali pe Klaus Maria Brandauer, Jan Niklas și Gudrun Landgrebe, filmul a obținut numeroase premii, cele mai importante fiind Premiul juriului la Festivalul Internațional de Film de la Cannes (1985) și Premiul BAFTA pentru cel mai bun film într-o limbă străină alta decât engleza (1986). De asemenea, a fost selecționat de către Academia Maghiară de Arte printre cele mai bune 53 de filme maghiare din toate timpurile.

## Acțiunea filmului
Alfred Redl este fiul unui muncitor feroviar fost țăran, de naționalitate ruteană din Galiția, provincie a Imperiului Austro-Ungar. Atât la școală, cât și acasă este educat în spiritul adorației pentru împăratul Franz Joseph. La școală se dovedește a fi un copil inteligent, sârguincios și disciplinat, chiar scrie versuri care îl glorifică pe împărat. Învățătorul reușește să-l facă admis într-o școală militară prestigioasă, în care are colegi aproape numai din familii din categorii sociale privilegiate.
La școala militară, Redl este educat în continuare în spiritul respectului necondiționat pentru monarhie și împărat, afirmându-se prin calitățile sale. Ambițios fiind, vrea să pătrundă în lumea nouă pentru el. Situația sa îl face vulnerabil și încă de acum începe să facă diverse compromisuri pentru a-și realiza visul. Devine foarte bun prieten cu Kristóf Kubinyi, un coleg dintr-o familie de nobili maghiari. Acesta îl invită în vacanță la castelul familiei sale. Acolo, Redl este întâmpinat cu căldură și de Katalin, frumoasa soră a lui Kristóf. Față de părinții acestuia își ascunde originea modestă, pretinzându-se a fi dinspre mamă dintr-o veche familie nobiliară maghiară care și-a pierdut toată averea. În urma unui act de indisciplină a unui grup de elevi în frunte cu Kristóf, colonelul von Roden, comandantul școlii, bănuiește că este vorba de Kristóf și îi cere lui Alfred să-l denunțe, dar acesta nu o face și, sub presiune, numește alt elev. Colonelul îl laudă spunându-i: „– Ești un copil isteț de țăran.” Lui Alfred îi este rușine de actul său și se simte inferior colegilor lui, spunându-și că aceștia sunt adevărați militari, pe când el nu. O faptă mai gravă este față de familia sa. Înștiințat despre moartea tatălui său, ar putea pleca acasă la înmormântare, dar preferă să rămână la școală și să participe la sărbătorirea onomasticii împăratului. La o slujbă, preotul le spune elevilor că au devenit fiii împăratului și că sunt legați pentru totdeauna de acesta.
Redl devine căpitan, iar Kubinyi locotenent într-o garnizoană de pe țărmul Adriaticii. Sunt în continuare prieteni, dar au idealuri politice diferite. Ca nobil mândru de tradițiile familiei sale, Kubinyi nu a uitat anul 1849 și pe martirii de la Arad, și îmbrățișează aspirațiile către o Ungarie liberă de stăpânirea austriacă. În schimb, principiul călăuzitor al lui Redl este tot timpul slujirea fidelă a binefăcătorului său, împăratul.
Relația lui Redl cu Kubinyi este cu atât mai complexă, cu cât Redl pare să aibă tendințe homosexuale și o atracție pentru prietenul său. De exemplu, când cei doi merg la un bordel, îl urmărește mai întâi pe prietenul său făcând sex înainte de a-l imita cu o altă prostituată. La plecarea din bordel este reținut de un alt ofițer, care îl sărută cu pasiune, ceea nu-l lasă indiferent.
Superiorul lui Redl îl convoacă pe acesta și îi spune că locotenentul Schorm scrie sub pseudonim articole de presă ce critică corupția ofițerilor, ceea ce ar pune în pericol armata în caz de război. Maiorul îl întreabă brusc pe Redl dacă mai cântă la pian, o aluzie că îl bănuiește de homosexualitate, știind că acesta învățase să cânte la școală cu un ofițer care manifesta asemenea tendințe. Totodată îi ordonă să-l urmărească pe Schorm și să-i dea rapoarte despre el, precum și să-i facă o listă cu relațiile locale ale ofițerilor din subordine. Von Roden îi spune lui Redl că este chiar sarcina acestuia să contribuie la îndepărtarea lui Schorm din armată. Redl face și acest compromis. La o reuniune a ofițerilor la care este prezent și Schorm, Redl îi cere să demisioneze din armată, cu motive pe care să le găsească el însuși. Schorm își scoate uniforma și i-o aruncă în față medicului regimentului, dr. Sonnenschein. Kubinyi îl provoacă la duel în locul medicului, desemnându-l pe Redl ca secundant. Acesta este de fapt de acord cu atitudinea lui Schorm împotriva corupției și îi pare rău de el, încearcă să-l determine să refuze duelul și să-l consoleze cu aceea că după un timp va fi acceptat din nou în armată, dar în zadar. Schorm își dă seama de personalitatea ambiguă a lui Redl și îl avertizează prietenește: „– Vrei să realizezi prea mult.” Redl îi răspunde: „– Ce altceva aș putea face?” Înaintea duelului le cere participanților să tragă numai simbolic, dar Schorm este ucis. Duelul fiind interzis, carierele lui Kubinyi și Redl sunt în pericol. Colonelul îi explică lui Redl că Kubinyi va fi sancționat, dar nu foarte aspru, datorită originii sale, dar cariera lui Redl ar fi compromisă, de aceea îl ajută prin mușamalizarea rolului său, amintindu-i din nou de originea lui. Tot atunci se nimerește ca Redl să fie avansat la gradul de maior și transferat la Viena. Fidelitatea lui față de împărat este aceeași ca totdeauna. În timpul unei plimbări cu trăsura prin pădure, îl zărește și se uită la el cu ochii strălucind de exaltare.
În capitală se află și Katalin, care între timp s-a măritat, este nefericită în căsnicie și îl iubește pe Redl. Devin amanți, dar Katalin își dă seama că Redl îl iubește de fapt pe fratele ei.
Kubinyi ajunge și el la Viena, apoi sunt transferați amândoi într-o garnizoană de la granița cu Rusia. Aici, ofițerii sunt neglijenți în serviciu, se țin de beții și de violuri. Redl se străduiește să reinstaureze disciplina. Kubinyi îi explică atitudinea ofițerilor. Consideră că împăratul este deja senil și nu mai poate conduce imperiul. În caz de război, imperiul se va dezmembra, iar ofițerii nu cred în ceea ce slujesc și se salvează în beție. Redl îi spune că vorbele sale constituie o trădare și consideră la fel atitudinea nepăsătoare a comandantului garnizoanei. Totuși, nu întreprinde nimic împotriva prietenului său.
În urma dezertării unui ofițer și a trecerii lui în Rusia, comandantul garnizoanei îl anunță pe Redl că își va cere pensionarea și-l va recomanda pe Redl pentru post.
Într-o discuție la cazinoul ofițerilor, Kubinyi declară că pentru salvarea monarhiei, ar fi necesar un război, dar mai întâi împăratul ar trebui să dispară. Redl îl trântește jos, iar Kubinyi îi spune: „Ce vrei, acarule?” Prietenia lor este compromisă. Comandantul cere transferul lui Kubinyi, soarta lui urmând să fie decisă la Viena. 
Subordonații îl bârfesc pe Redl că ar fi evreu. Bârfa circulă și printre evreii din localitate, care îl invită în cercul lor, spunând că și alți ofițeri evrei îi frecventează. Ca reacție, Redl le atrage atenția acestora să renunțe la acest obicei, spunând că evreii întrețin legături cu coreligionarii lor de peste graniță, fac contrabandă și e posibil să afle secrete militare și să le transmită.
Într-o seară, vine la el la unitate una din surorile lui mai mari. Mai întâi nu vrea s-o primească, apoi o face totuși, dar se răstește la ea să nu mai vină, dându-i totodată niște bani. Legătura cu familia lui este definitiv ruptă.
Într-o discuție, Katalin îi reproșează atitudinea lui față de Kubinyi. Redl spune că știe că împăratul face greșeli, că este nevoie de reforme, dar că monarhia trebuie să rămână în picioare și el nu poate tolera atitudini egale cu trădarea, de aceea va face tot ce poate în sprijinul monarhiei. Își dă seama că oamenii îl urăsc, dar el știe totul despre ei și depinde numai de el când le va da lovitura.
Pentru meritele sale, Redl este decorat de arhiducele Franz Ferdinand, moștenitorul tronului, avansat la gradul de locotenent-colonel, cooptat în statul major al armatei și numit șeful serviciului de spionaj și contraspionaj. Începe să simtă gustul puterii, dar în sinea lui este și autocritic. Citind un raport în care este caracterizat, adaugă în document cuvântul „nesincer”.
Von Roden îl avertizează pe Redl că circulă zvonuri despre homosexualitatea sa, inclusiv în cercul arhiducelui. Katalin îl sfătuiește să se căsătorească pentru a stinge zvonurile. El îi urmează sfatul fără să aibă niciun sentiment pentru fata de familie bună pe care i-o găsește Katalin.
Redl îi dezvăluie lui Katalin că împăratul nu vrea război, dar greșește numind ofițeri superiori care îi sunt ostili, și că arhiducele influențează statul major al armatei împotriva monarhului. Serviciul lui Redl îi raportează aceasta, dar el nu face nimic.
Convocat la arhiduce, îl întâlnește acolo pe Kubinyi, devenit ofițer de stat major. Redl îi oferă să apeleze la el dacă are nevoie, dar Kubinyi îi spune că el nu se ocupă cu urmărirea camarazilor săi. Arhiducele îi ordonă să demaște trădători care să fie dați ca exemple pentru a creiona chipul dușmanului, a provoca teamă și a scoate armata din letargie. Redl îi propune arhiducelui două cazuri de corupție, pe care le consideră de trădare, al unui austriac și al unui maghiar, dar arhiducele îi spune că nu poate fi vorba de un austriac, care este pe deasupra nobil, nici de un maghiar, pentru că Ungaria este prea importantă pentru monarhie. Mai spune că n-ar putea fi nici ceh, sârb sau croat, pentru că popoarele lor s-ar revolta, și asemenea cazuri ar slăbi și mai mult armata, dar nu poate fi vorba nici de un evreu, ca să nu se creeze o nouă afacere Dreyfus, care ar trezi proteste internaționale. Cel mai bine ar fi să găsească un rutean, un alter ego al lui Redl. Acesta își dă seama că el însuși ar putea fi victima desemnată. Descoperă un caz de corupție în care este implicat un rutean, merge în Galiția să-l aresteze, dar acesta este împușcat accidental, iar un complice al lui este asasinat. La percheziția din locuința primului găsește și un document compromițător pentru Kubinyi. Vrea să se sfătuiască cu von Roden, dar află că acesta a fost pensionat. Atunci îi cere arhiducelui permisiunea de a-l interoga pe Kubinyi, dar arhiducele refuză, spunând că el este cel care decide cine este trădător, și că Redl trebuie să continue să-și caute alter egoul, pentru că monarhia are nevoie de un război. Deocamdată Redl este avansat la gradul de colonel.
Redl are dovezi că arhiducele pregătește o lovitură de stat pentru a cuceri puterea. Este profund dezamăgit de lumea în care a ajuns, își dă seama că toată viața a mers pe o cale greșită, dar și că toate celelalte căi sunt greșite, că urmează atât sfârșitul lui, cât și al monarhiei.
La un bal, Katalin îi prezintă lui Redl un tânăr atrăgător. Acesta este homosexual și caută să-l seducă. Redl își dă seama că i se întinde o capcană, dar se lasă sedus. Apoi fac împreună o plimbare în pădure, unde Redl îl face pe tânăr să mărturisească că trebuie să scoată de la el secrete militare. Redl îi dă informații despre efectivele și armamentul pregătite pentru atacarea Rusiei, furnizând în mod conștient dovezi împotriva lui însuși. Scena este filmată pe ascuns de către un agent.
Redl se duce la hotelul unde locuiește și așteaptă să fie arestat. I se anunță deocamdată că va fi inculpat de trădare și că procesul va fi public. Apoi Kubinyi îi transmite un mesaj al arhiducelui care îi promite că, dacă își va recunoaște vina, sentința va fi mai ușoară, dar Redl refuză, deși rând pe rând, soția lui, dr. Sonnenschein și Katalin îi cer să cedeze.
Până la urmă, arhiducele și statul major hotărăsc să-l facă pe Redl să se sinucidă. Arma trebuie să-i fie dată de Kubinyi, care obiectează că este locotenent-colonel și nu poate executa ordinul în cazul unui superior, la care arhiducele îl avansează pe loc la gradul de colonel. Kubinyi îi lasă lui Redl pistolul, după care leșină. După momente de teamă, mânie și disperare, Redl se împușcă.
După sinucidere urmează o licitație la care se vând obiectele personale ale lui Redl, inclusiv caietul cu poezia scrisă în copilărie întru gloria împăratului, care este citită. Filmul se termină cu o scenă în alb-negru cu atentatul de la Sarajevo împotriva arhiducelui, și câteva scene din filme de epocă de la începutul războiului, în sunetele marșului lui Radetzky.

## Tematica filmului
Una din temele filmului este situația politico-socială a Imperiului Austro-Ungar în ajunul Primului Război mondial, temă care se înscrie în interesul manifestat în anii 1980 pentru analiza eventualelor posibilități pe care le-ar fi avut imperiul, și a cauzelor care au dus la căderea sa. În film transpare decăderea generală a imperiului în acea epocă, în care valorile crezute solide se năruie, ceea ce va duce la dezmembrarea sa în urma războiului. Aspirațiile naționale ale popoarelor pe care le cuprinde se manifestă din ceea ce mai pregnant, fapt favorizat în oarecare măsură și de relativa câștigare de teren a liberalismului politic. Sloganul oficial este devotamentul față de monarhie, dar mulți ofițeri, inclusiv sus-puși, nu mai cred în acesta. O parte din cei provenind din naționalități sunt influențați de aspirațiile acestora. Alții, mai ales austrieci, vor menținerea imperiului, dar văd în împăratul deja foarte bătrân mai degrabă o piedică în realizarea acestui scop. Printre ofițeri de diverse naționalități se răspândește corupția și alte defecte morale.
Corpul ofițeresc ilustrează și el o societate în care cei de origine nobilă continuă să se bucure de privilegii, chiar dacă nu sunt performanți pe plan profesional. Epoca se caracteriza și prin atitudinea critică a fiilor de nobili față de împărat, în contrast cu fidelitatea celor de origine socială mai modestă. Guvernanții își dau seama că pentru întărirea armatei este nevoie de promovarea unor oameni capabili, indiferent de origine socială și de naționalitate, în ideea realizării unei unități bazate pe un patriotism habsburgic.
În acest context se înscrie tema principală a filmului, destinul unui om de origine socială modestă care vrea să se ridice pe scara socială. Posibilitățile sale sunt limitate, una dintre ele fiind cariera militară. Redl este un om inteligent și capabil, devotat în naivitatea sa sistemului, dar aceste trăsături nu sunt suficiente pentru a-și realiza visul de a ocupa în societate o poziție ca a celor privilegiați. Ambiția lui îl înscrie pe o cale de compromisuri morale, de trădări. Sinuciderea sa efectivă este doar punctul final al unei sinucideri morale treptate, începută încă din copilărie cu ruperea legăturilor cu familia sa. Ajunge să-l trădeze și pe un camarad pe care nu-l consideră vinovat, și pentru care are sentimente de prietenie, contribuind la distrugerea sa la cererea superiorilor, căci dacă ar refuza, și-ar compromite propria carieră.
De caracterul ambiguu al lui Redl ține și gustul puterii pe care îl dobândește pe culmea carierei sale, dar și sentimentul că nu poate scăpa de stigmatul originii sale, care face să nu poată aparține lumii în care a vrut să pătrundă, precum și rușinea pentru compromisurile lui.
O temă marginală este cea a homosexualității lui Redl, mai mult sugerată, pe care și-o asumă numai drept o contribuție la propriul lui sfârșit, împreună cu trădarea pe care o comite. De fapt, tendința sa homosexuală, neasumată până atunci, este asociată cu dorința de a fi la fel cu colegul său Kubinyi, ca parte a aspirației către o lume intangibilă.

## Rolurile mai importante
- Klaus Maria Brandauer: colonelul Alfred Redl
- Hans Christian Blech: colonelul von Roden
- Armin Mueller-Stahl: arhiducele Franz Ferdinand
- Gudrun Landgrebe: Katalin Kubinyi
- Jan Niklas: Kristóf Kubinyi
- László Mensáros: colonelul Ruzitska
- András Bálint: căpitanul dr. Gustav Sonnenschein
- Gábor Svidrony: copilul Redl
- László Gálffi: Alfredo Velocchio, tânărul homosexual
- Dorottya Udvaros: Clarissa, prostituată
- Károly Eperjes: locotenentul Schorm
- Róbert Rátonyi: baronul Ullmann
- Flóra Kádár: Zsófi, sora lui Redl
- Ágnes T. Katon: Wilhelmina, soția lui Redl

## Primirea critică
Colonelul Redl a fost primit cu critici în general entuziaste, în principal pentru măiestria regizorului și a operatorului Lajos Koltai, precum și pentru jocul magistral al lui Karl-Maria Brandauer. Totuși, unii critici au găsit un minus în faptul că în acest film, Szabó a abandonat tradiția filmului de artă european și a cedat în parte spiritului superproducției.

## Premii și nominalizări
- 1985: Revista Filmului Maghiar: premiul I al juriului social, premiile juriului profesional pentru imagine, scenariu, decoruri și sunet
- 1985: Premiul criticilor germani pentru cel mai bun film al anului și lui Klaus Maria Brandauer pentru cea mai bună interpretare masculină
- 1985: Festivalul Internațional de Film de la Cannes: premiul juriului[11]
- 1985: Festivalul de la Sopot: premiul pentru cea mai bună interpretare masculină lui Klaus Maria Brandauer
- 1985: Festivalul de la Valladolid: premiu special
- 1985: Festivalul de la Rueil-Malmaison: premiul Vulturul de argint
- 1985: Premiul Visconti pentru întreaga activitate a lui István Szabó
- 1986: nominalizare pentru Premiul Oscar pentru cel mai bun film străin
- 1986: nominalizare pentru Premiul Globul de Aur în categoria cel mai bun film străin
- 1986: Premiul BAFTA pentru cel mai bun film într-o limbă străină alta decât engleza
- 1987: Festivalul de la Varșovia: Premiul "Pelicula de aur" pentru cel mai bun film străin prezentat în 1986
- 2012: alegerea de către Academia Maghiară de Artă printre cele mai bune 53 de filme maghiare.

## Filmul și adevărul istoric
Filmul redă unele aspecte din situația socială reală a Imperiului austro-ungar și din atmosfera de decădere a acestuia. De asemenea, urmează liniile generale ale biografiei lui Redl: originea sa, cariera pe care o parcurge și sinuciderea lui. Însă scopul mărturisit al realizatorilor nu este să facă un film biografic fidel, ci unul despre drama morală a unui om care devine victima propriilor lui defecte morale și a împrejurărilor.
După sinucidere, autoritățile l-au prezentat pe Redl ca spion în slujba Rusiei. Atunci, vinovăția lui nu a fost clar dovedită, iar pe realizatorii filmului nu i-a interesat dacă a fost trădător sau nu. Foarte târziu, în 2012, arhivele rusești fiind deschise, istoricii austrieci Hannes Leidinger și Verena Moritz au descoperit că Redl a fost într-adevăr spion al rușilor, încă din 1903. Pentru a putea trăi în lux, a vândut scump multe informații: lista agenților austro-ungari de la Sankt-Petersburg, măsurile de apărare ale rețelei feroviare, harta câmpurilor de mine, trei planuri de mobilizare complete în caz de război cu Rusia, Italia și Serbia.